# Mathis

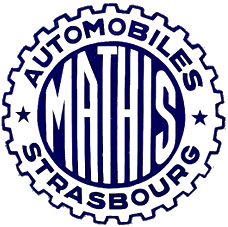
Logotyp

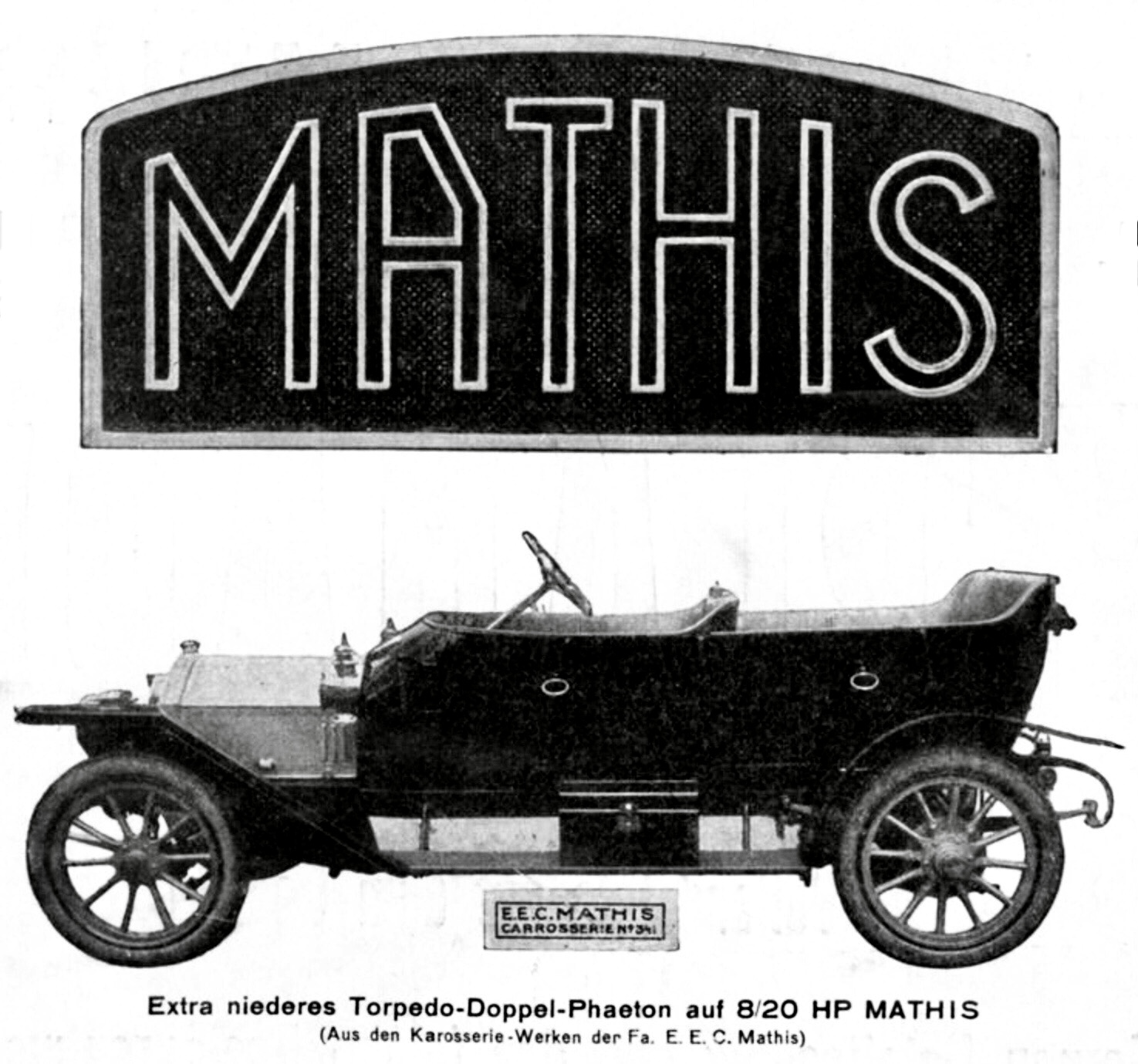
En Mathis 8-20 HP, från 1911.

Mathis var en biltillverkare i Strasbourg, grundad av Emile Ernest Charles Mathis (1880–1956), som byggde bilar mellan 1910-1950. 
År 1904 mötte Mathis Ettore Bugatti och tillsammans började de tillverka bilen Hermes–Simplex, också kallad Mathis–Hermes. Företaget kallades Mathis & Co, men samtidigt startade Mathis företaget E.E.C. Mathis för försäljning av andra bilmärken i Tyskland och närlilggande länder. Redan två år senare gick Bugatti och Mathis skilda vägar. Vid den tiden hade Mathis tyska företag bytt namn till Auto Mathis Palace och utvecklats till den största bilförsäljaren i Tyskland. Den första bilen med namnet Mathis tillverkades 1910 och genom de små modellerna Babylette (1100 cc) och Baby (1300 cc) gav företaget gott rykte. År 1911 byggde företaget en bilfabrik i La Meinau, nära Strasbourg, och den 10 april 1914 registrerades bolagsnamnet Mathis A.G. Under första världskriget tillverkade fabriken främst ambulanser och lastbilar för den tyska armén. I slutet av 1919 började företaget sälja förbättrade varianter av två förkrigsmodeller: 8/10 H.P. ”S” och 10 hkr ”SB”, vilka blev mycket populära. Under 1920-talet ökade produktionen i fabrikerna och vid mitten av årtiondet låg årsproduktion på cirka 25 000 bilar. År 1927 kom den populära modellen Emysix och 1933 EMY4.
Vid andra världskriget monterades fabriken i La Meinau ned och sattes upp i Athis-de-L'Orne i Normandie. Mathis flyttade till USA och grundade MATHAM Corp. på Long Island i New York, där han tillverkade granater åt de allierade. Efter kriget kom aldrig riktigt bilproduktionen igång igen. Den sista Mathis-bilen tillverkades 1950 och Emile Mathis dog den 3 augusti 1956 i Geneve. Citroën tog över det som fanns kvar av tillverkningen, men trots det fanns företag Mathis S.A. kvar i registren fram till 1980, då Mathis andra hustru dog.